# Heinz Kapaun
Heinz Kapaun (* 31. Jänner 1929 in Stoob; † 12. Dezember 2008 in Eisenstadt) war ein österreichischer Politiker (SPÖ) und Kammeramtsdirektor. Kapaun war von 1975 bis 1986 Abgeordneter zum Nationalrat.
Kapaun besuchte nach der Volksschule das Gymnasium in Wiener Neustadt und studierte zwischen 1947 und 1951 an der Universität Wien, wobei er zum Doktor promovierte. Kapaun trat 1952 in den Dienst der Kammer für Arbeiter und Angestellte für das Burgenland und war ab 1961 Kammeramtsdirektor. Kapaun vertrat die SPÖ zwischen 1966 und 1975 im Burgenländischen Landtag und war vom 4. November 1975 bis zum 16. Dezember 1986 Abgeordneter zum Nationalrat. 